# 和尚洲中洲埔
和尚洲中洲埔，原稱中洲埔，是臺北市士林區的一個地名，位於該區西北端，範圍大致為富洲里西部。

## 歷史
台灣清治末期至日治前期，和尚洲中洲埔地區為一街庄，稱為「中洲埔庄」，隸屬於芝蘭二堡。該庄北隔基隆河與嗄嘮別為鄰，東與溪洲底庄為鄰，南邊及西邊隔淡水河與樓仔厝庄、水湳庄、更藔庄、成仔藔庄為界。
1901年（日治明治三十四年）11月，該庄隸屬於臺北廳，編入第十四區。1906年（明治三十九年）1月，第十四區改名「和尚洲區」。1920年（大正九年），該庄改制並改名為「和尚洲中洲埔」大字，隸屬於臺北州七星郡士林街。
戰後士林街改制為士林鎮，隸屬於臺北縣，大字亦改制為里。1949年，士林鎮與北投鎮一併改隸屬新成立的草山管理局。1950年隨著草山改名為陽明山，草山管理局亦改名為陽明山管理局，士林鎮仍隸屬之。1968年7月臺北市改制為院轄市，士林鎮併入成為士林區。1990年3月，臺北市各區重劃，該地區仍屬士林區。

## 學校
- 台北海洋科技大學士林校區